# Gustave Léon Pastor
Gustave Léon Pastor (* 10. Oktober 1832 in Lüttich; † 2. September 1922 in Jemeppe-sur-Meuse bei Seraing) war ein deutsch-belgischer Hütteningenieur und Industrieller.

## Leben und Wirken
Der Sohn des Kammgarnfabrikanten und späteren Generaldirektors der S. A. Cockerill in Seraing, Konrad Gustav Pastor (1796–1890), wurde nach seinem Studium der Eisenhüttenkunde im Jahr 1854 bei seinem Vater in den Cockerill-Werken eingestellt, wo er wenige Jahre später unter seinem jüngeren Bruder George Oktave Pastor (1835–1915), der dem Vater 1865 in seiner Position als Generaldirektor gefolgt war, zum Betriebsdirektor befördert wurde. Im Jahr 1871 verließen beide Brüder zugleich das Unternehmen Cockerill. Während George Oktave als Technischer Direktor in die von Barthold Suermondt gegründeten Rheinische Stahlwerke AG in (Duisburg-)Meiderich eintrat, wagte Gustav Léon den Weg in die Selbstständigkeit und begründete mit F. de Rossius das Stahlwerk Rossius, Pastor & Cie. in Angleur bei Lüttich, dessen Leitung er übernahm und das er 1878 in die SA Acières d’Angleur überführte.
Nach dieser Transaktion folgte Gustave Léon dem Ruf seines Bruders George Oktave nach Meiderich und übernahm als dessen Nachfolger die technische Leitung der Rheinische Stahlwerke AG. Bereits ein Jahr später gelang es Pastor, sowohl für die Rheinische Stahlwerke AG als auch für den Hörder Bergwerks- und Hütten-Verein, die bisher beide nach dem Bessemer-Verfahren arbeiteten, als Erste im deutschen Zollgebiet eine Lizenz von Sidney Gilchrist Thomas für das neue Thomas-Verfahren zu erwerben. Diese Innovation aber auch die Verteilung von Unterlizenzen, führte während der Laufzeit des Patentschutzes in den nächsten 15 Jahren zu einem rasanten Unternehmenswachstum. Dafür wurde die Rheinische Stahlwerke AG auf der Rheinisch-Westfälischen Industrie- und Gewerbeausstellung 1880 in Düsseldorf mit der silbernen Staatsmedaille geehrt.
Im Jahr 1884 ergänzte Pastor sein Werk noch durch die Inbetriebnahme eines Siemens-Martin-Werks, das die bisherigen Puddel- und Tiegelofenverfahren ablöste. Darüber hinaus erweiterte er seine Produktpalette auf Profileisen für die Bauwirtschaft und den Schiffbau und ließ in den Jahren 1889/1890 noch zwei Hochöfen in Meiderich errichten, um damit auch den Preisabsprachen des Hochofenkartells gegenzusteuern. 
Mit dieser letzten Innovation stieg Pastor aus dem operativem Geschäft aus und zog sich wieder in seine belgische Heimat nach Jemeppe-sur-Meuse zurück. Dennoch nahm er von 1896 bis 1911 noch eine Wahl in den Aufsichtsrat der Rheinische Stahlwerke AG an und war darüber hinaus Berater für verschiedene Unternehmen im belgischen Andenne und in Marpent im französischen Kanton Maubeuge-Nord. 
Zusammen mit seiner Frau Charlotte Reine Agnes Pastor geborene Robert (* 1823) war er in seinem Wohnort Jemeppe darüber hinaus in mehreren Bereichen karitativ tätig.